# 十条駐屯地
十条駐屯地（じゅうじょうちゅうとんち、JGSDF Camp Jyujyou）は、東京都北区十条台1-5-70に所在する、北関東防衛局・陸上自衛隊・海上自衛隊・航空自衛隊が共同使用している防衛省施設である。三自衛隊の兵站中枢である。

## 概要
駐屯地司令は陸上自衛隊補給統制本部長が、基地司令は航空自衛隊第2補給処十条支処長が兼務。赤羽西5丁目にあった陸上自衛隊十条駐屯地赤羽分屯地（武器補給処赤羽支処・補給統制本部赤羽台地区）は売却され、現在北区立赤羽自然観察公園と、ナショナルトレーニングセンターの陸上競技場となっている。

## 沿革
陸上自衛隊
- 1958年（昭和33年）アメリカ軍に接収された軍用地のうち東京兵器補給廠（TOD地区）の一部（東京第一陸軍造兵廠の跡地の一部）が返還され、第2地区及び第4地区の一部を陸上自衛隊十条駐屯地とする。第2地区は十条駐屯地赤羽分屯地となる。

陸上自衛隊十条駐屯地
- 1960年（昭和35年）1月14日：法令上の十条駐屯地が新設[1]。

陸上自衛隊十条駐屯地・海上自衛隊（十条地区）
- 1997年（平成09年）
  - 10月16日：市ヶ谷から海上自衛隊需給統制隊が移転。
  - 10月：防衛庁桧町地区から調達実施本部東京支部が移転[2][3]。

陸上自衛隊十条駐屯地・海上自衛隊（十条地区）・航空自衛隊十条基地
- 1997年（平成09年）
  - 12月1日：市ヶ谷基地から航空自衛隊補給本部が移転。
  - 12月：目黒基地から航空自衛隊第1補給処東京支処が移転。
  - 12月：市ヶ谷駐屯地から陸上自衛隊資材統制隊が移駐。
- 1998年（平成10年）
  - 3月26日：陸上自衛隊の資材統制隊と武器補給処十条支処を統合、陸上自衛隊補給統制本部として新編。
  - 12月8日：海上自衛隊の需給統制隊を廃止し、それを母体に海上自衛隊補給本部が新編。
- 2001年（平成13年）1月6日：調達実施本部東京支部が契約本部東京支部に改組。
- 2006年（平成18年）7月31日：契約本部東京支部が装備本部東京支部に改組。
- 2007年（平成19年）9月1日 ：装備本部東京支部が北関東防衛局調達部装備第1課に改組[4]。
- 2013年（平成25年）8月1日：航空自衛隊第1補給処の廃止[5]に伴い、同補給処東京支処が「航空自衛隊第2補給処十条支処」に改組[6]。
- 2015年（平成27年）10月1日 - 北関東防衛局調達部から中央調達に関する業務が移管にされた装備部が十条に新設（装備第2課は府中基地）[7]。
- 2022年（令和04年）3月1日：海上自衛隊警務隊の改編により、東京地方警務隊十条警務分遣隊が廃止[8]。

## 防衛省本省所在機関

### 地方支分部局
- 北関東防衛局
  - 装備部
    - 装備企画課
    - 装備第1課

## 陸上自衛隊駐屯部隊・機関（十条駐屯地）

### 陸上総隊直轄部隊
- 陸上総隊
  - システム通信団
    - 中央基地システム通信隊
      - システム・ネットワーク運営隊
        - 十条派遣隊

### 防衛大臣直轄部隊・機関
- 陸上自衛隊補給統制本部
- 警務隊
  - 東部方面警務隊
    - 第126地区警務隊
      - 十条連絡班

### 東部方面総監直轄部隊
- 東部方面システム通信群
  - 第105基地システム通信大隊
    - 第316基地通信中隊
      - 十条派遣隊

## 海上自衛隊所在機関（十条地区）

### 防衛大臣直轄機関
- 海上自衛隊補給本部

## 航空自衛隊所在機関（十条基地）

### 防衛大臣直轄機関
- 航空自衛隊補給本部
- （航空自衛隊第2補給処）
  - 十条支処

## 最寄の幹線交通
- 高速道路：首都高速中央環状線 滝野川入口/新板橋出口
- 一般道：国道17号、国道122号、東京都道306号王子千住夢の島線、東京都道318号環状七号線、東京都道455号本郷赤羽線、東京都道460号中十条赤羽線
- 鉄道：JR東日本 埼京線 十条駅、京浜東北線 東十条駅、京浜東北線/東京メトロ南北線 王子駅
- 港湾：東京港（指定特定重要港湾）
- 飛行場：東京国際空港（第一種空港）調布飛行場、横田飛行場、入間基地、立川飛行場（その他の飛行場）東京ヘリポート（公共用ヘリポート）

## その他
- 2007年（平成19年）、献血協力による功績により、日本赤十字社金色有功章と日本赤十字社東京支部長感謝状を授与された。十条駐屯地は1967年（昭和42年）から献血協力を行っている。